# Ossinowka (Kaliningrad, Tschernjachowsk)
Ossinowka (russisch Осиновка, deutsch Uszballen, 1936–1938 Uschballen, 1938–1945 Dittau, litauisch Užbaliai) ist ein Ort in der russischen Oblast Kaliningrad. Er gehört zur kommunalen Selbstverwaltungseinheit Stadtkreis Tschernjachowsk im Rajon Tschernjachowsk.

## Geographische Lage
Ossinowka liegt neun Kilometer südwestlich der Stadt Tschernjachowsk (Insterburg) und drei Kilometer nordwestlich von Swoboda (Jänischen/Jänichen). Der Ort ist über eine Stichstraße von Telmanowo (Didlacken/Dittlacken) an der Regionalstraße 27A-037 (ex A197) zu erreichen. Die nächste Bahnstation war bis 2009 Ugrjumowo-Nowoje (Matheningken/Mattenau) an der heute nicht mehr betriebenen Bahnstrecke Tschernjachowsk–Schelesnodoroschny (Insterburg–Gerdauen). Unmittelbar südlich von Ossinowka verläuft die südliche Eisenbahnumgehung von Tschernjachowsk.

## Geschichte
Das 1663 ersterwähnte Dorf Uszballen wurde 1874 in den neu errichteten Amtsbezirk Didlacken (1938–1945 „Amtsbezirk Dittlacken“, heute russisch: Telmanowo) eingegliedert, der zum Kreis Insterburg im Regierungsbezirk Gumbinnen der preußischen Provinz Ostpreußen gehörte. Am 17. September 1936 änderte man die Schreibweise des Ortsnamens in „Uschballen“, und am 3. Juni 1938 (amtlich bestätigt am 16. Juli 1938) wurde das Dorf in „Dittau“ umbenannt.
In Folge des Zweiten Weltkrieges kam der Ort 1945 mit dem nördlichen Ostpreußen zur Sowjetunion. 1947 erhielt er die russische Bezeichnung „Ossinowka“ und wurde gleichzeitig dem Dorfsowjet Swobodnenski selski Sowet im Rajon Tschernjachowsk zugeordnet. Von 2008 bis 2015 gehörte Ossinowka zur Landgemeinde Swobodnenskoje selskoje posselenije und seither zum Stadtkreis Tschernjachowsk.

### Einwohnerentwicklung
| Jahr | Einwohner |
| ---- | --------- |
| 1910 | 223       |
| 1933 | 209       |
| 1939 | 215       |
| 2002 | 14        |
| 2010 | 18        |

## Kirche
Mehrheitlich war die Bevölkerung von Uszballen respektive Dittau vor 1945 evangelischer Konfession. Das Dorf war in das Kirchspiel der Kirche Didlacken (1938–1946 Dittlacken, heute russisch: Telmanowo) eingepfarrt, die zum Kirchenkreis Insterburg in der Kirchenprovinz Ostpreußen der Kirche der Altpreußischen Union gehörte. Heute liegt Ossinowka im Einzugsbereich der evangelisch-lutherischen Gemeinde in Tschernjachowsk (Insterburg), die der Propstei Kaliningrad der Evangelisch-lutherischen Kirche Europäisches Russland zugeordnet ist.